# Antoine Guillaume Delmas

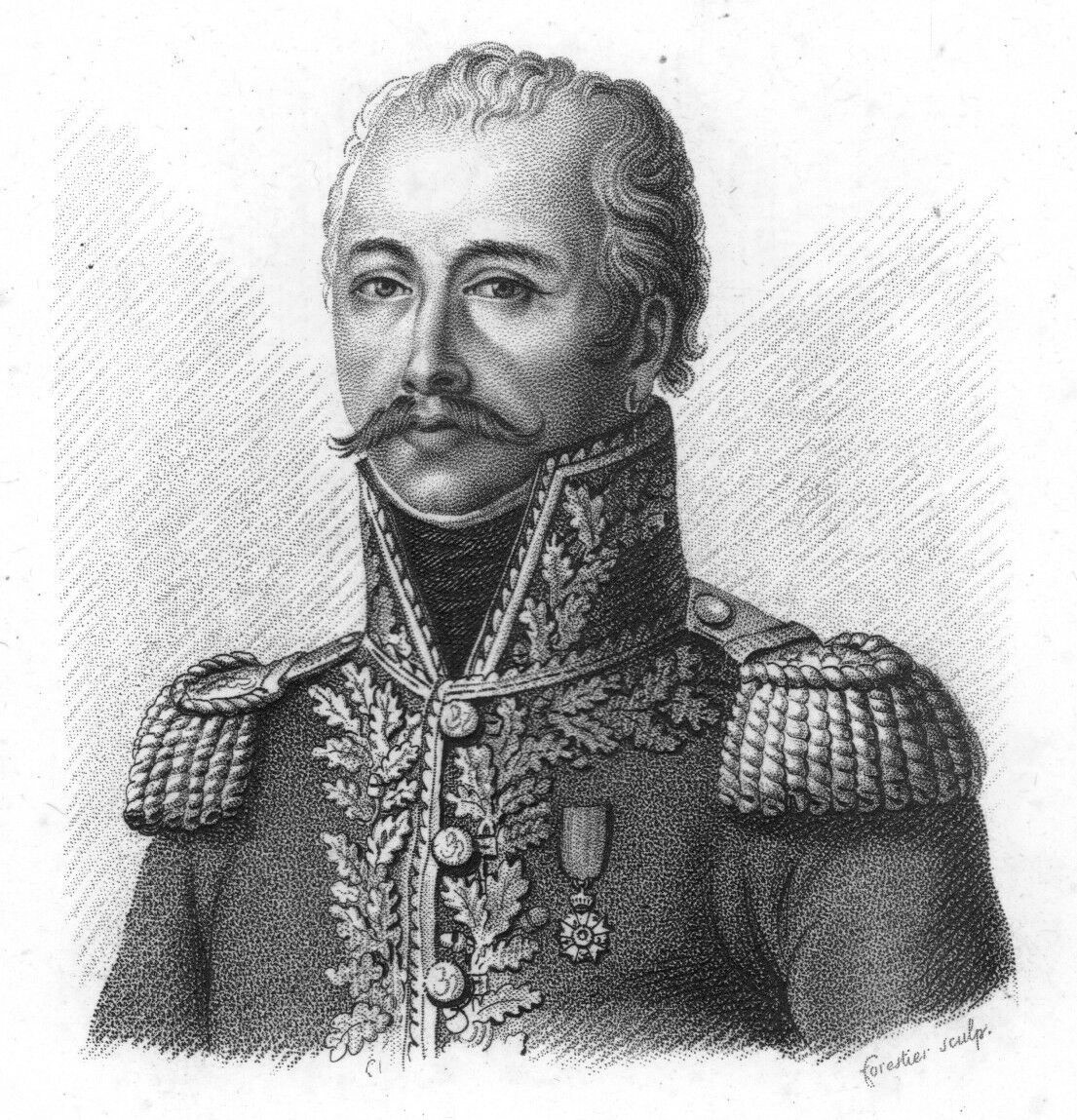
Général Delmas

Antoine Guillaume Maurailhac d’Elmas de La Coste, genannt Antoine Guillaume Delmas, * 21. Juni 1768 in Argentat (Département Corrèze); † 30. Oktober 1813 (gefallen) in der Völkerschlacht bei Leipzig war ein französischer Général de division.

## Ancien Régime
Im Alter von 11 Jahren trat Delmas in das Régiment d’infanterie de Touraine ein und nahm mit diesem am Amerikanischen Unabhängigkeitskrieg teil. Das Régiment de Touraine war mit der Flotte des Admiral de Grasse von den Antillen nach dem Nordamerikanischen Kontinent verschifft und im Oktober 1781 in der Schlacht bei Yorktown eingesetzt worden.
Im Jahre 1788 quittierte er den Militärdienst, obwohl ihn sein Regimentskommandeur, der Colonel vicomte de Mirabeau gerne behalten hätte.

## Revolutionskriege
1791 wurde er einstimmig zum Kommandanten des „1er bataillon de volontaires de la Corrèze“ (1. Bataillon der Freiwilligen von Corrèze) gewählt. Das Bataillon wurde der Armée du Rhin zugeteilt. Hier zeichnete er sich aus, als er aus einer Gruppe feindlicher Reiter eine Standarte erbeuten konnte und dabei die beiden Husaren, die sie verteidigten, niederschlug. Die fällige Meldung darüber erfolgte unter dem Beifall der gesamten Vorhut.
Sein Geschick und sein Mut brachten ihm bald darauf den Rang eines Général de brigade und den Befehl über die Infanterie der Vorhut der Armee ein.
In Landau stationiert, wurde Delmas vom Représentant en mission (dem Sonderbeauftragten der Assemblée nationale législative) und den Jakobinern in der Stadt antirevolutionärer Umtriebe beschuldigt, woraufhin er zur Truppe bei Kaiserslautern fliehen musste.
Der Club der Jakobiner in Speyer erneuerte die Vorwürfe aus Landau. Obwohl er sich auf dem Schlachtfeld auszeichnen konnte, wurde er gefangen gesetzt und nach Paris gebracht. Das Militär sorgte jedoch dafür, dass er bald wieder frei kam.
Zurück bei der Truppe wurde er Divisionskommandant und war verantwortlich für die Aufklärung des befestigten Platzes ’s-Hertogenbosch, der von Sümpfen und Hochwasser geschützt war. Er führte einen Handstreich gegen das Fort Orthen, wo er in den Palisaden eine offene Stelle entdeckte. Dabei bemerkte er, dass sich die Besatzung des Forts auffallend defensiv verhielt.
Er sagte daraufhin zu den Offizieren und acht Husaren seiner Begleitung:

„Mes amis, le fort est à nous ; qui m'aime me suive
(Meine Freunde, das Fort gehört uns, wer mich liebt, folgt mir.)“

Er durchquerte mit seinem Pferd den Graben, erkletterte das Parapet und drang als erster in das Fort ein. Die 50 Mann der überraschte Besatzung wurde überwältigt und das so wichtige Fort des Verteidigungsrings von ’s-Hertogenbosch musste kapitulieren.
Am Ende des Jahres 1796 kommandierte Delmas eine Division der Armée du Rhin, die unter dem Kommando von Moreau stand. Nach einer schweren Verwundung kehrte er nach Frankreich zurück, wo er nach seiner Genesung das Kommando über die Armée d’Italie übernahm, das er vom 1. Februar bis 6. März 1799 innehatte. Nach den Kämpfen in Tirol übernahm er das Oberkommando von Joubert, der nach Paris zurückgekehrt war, bis er von Général Schérer abgelöst wurde.
In der Schlacht bei Magnano konnte er sich erneut auszeichnen.
Das Direktorium bot ihm daraufhin das Kommando über die 1. Division in Paris an, das er aber ablehnte. Stattdessen kehrte er zur Armée du Rhin zurück, um sich dort erneut auszuzeichnen. Danach wieder in Italien wurde er zum „Lieutenant du général en chef“ (1. Stabsoffizier) ernannt.

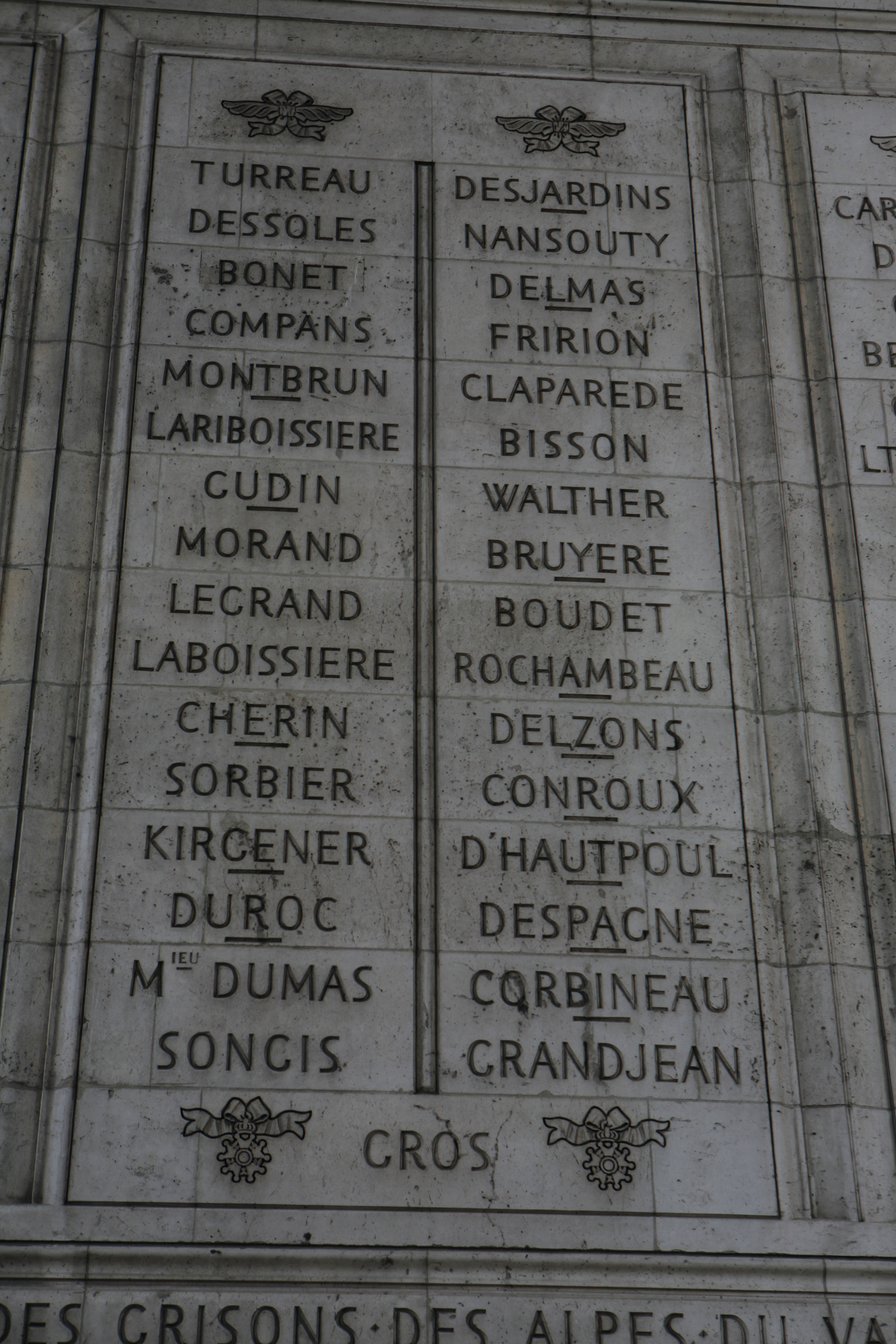
Der Name « Delmas » ist auf dem östlichen Pfeiler in der 16. Kolonne des Arc de Triomphe de l’Étoile eingraviert.

## Konsulat und Napoleonische Kriege
1801 übernahm Delmas das Kommando über die Truppen im Piémont, eine Art Verbannung, die 10 Jahre andauern sollte.

1802 war er bei einem prächtigen Te deum anwesend. Als der Republikaner vom Consul Bonaparte nach seiner Meinung dazu gefragt wurde, antwortete er: 

„Belle capucinade ! Il n'y a manqué que le million d'hommes qui sont morts pour abolir tout cela.
(Schöner Mummenschanz. Hier fehlen jetzt noch die Million Männer die gefallen sind, um das alles hier abzuschaffen.)“

Im Jahre 1813 übernahm er wieder ein aktives Kommando und kämpfte mit dem gleiche Mut und der Tapferkeit, die ihn schon in der Vergangenheit ausgezeichnet hatten. In der Völkerschlacht bei Leipzig zählte er zu den Gefallenen.